# Didrik Frisch
Pour les articles homonymes, voir Frisch.

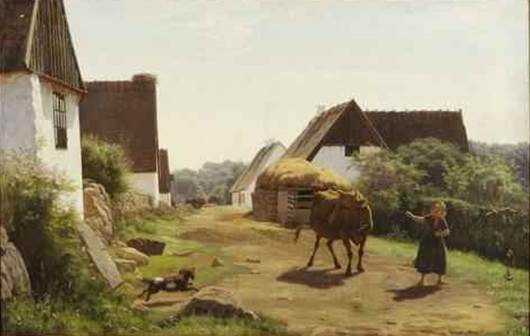
Scène avec femme et vache

Johan Didrik Frisch (Slagelse, 4 mai 1835-Florence, 22 novembre 1867), est un peintre paysagiste et animalier danois. 

## Biographie
Né dans une ferme près de Slagelse où son père était propriétaire terrien, il commence à l'Académie de Soro. Il y effectue ses premiers croquis, peut-être poussé par Frederik Vermehren qui était un ami de la famille. Ces croquis sont remarqués par le peintre paysagiste Hans Harder (en) qui lance Frisch dans la peinture. 
Didrik Frisch suit les cours de l'Académie royale des beaux-arts du Danemark puis poursuit dès 1857 ses études à Paris. Il s'y fait connaître par des portraits et des paysages. En 1866, il décide de se consacrer pratiquement exclusivement à la peinture animalière. Il peint alors en plein air dans le Dyrehaven. Il reçoit l'année suivante une bourse pour venir étudier en Italie. 
Il se rend ainsi à Rome puis à Florence avec ses collègues peintres Otto Bache et Ludvig Abelin Schou (en). Il meurt à la fin de l'année lors d'un épidémie de choléra. 